# 17865 Odden
17865 Odden è un asteroide della fascia principale. Scoperto nel 1998, presenta un'orbita caratterizzata da un semiasse maggiore pari a 2,833684 UA e da un'eccentricità di 0,033374, inclinata di 2,344261° rispetto all'eclittica.